# Sloanea pubescens
Sloanea pubescens är en tvåhjärtbladig växtart som först beskrevs av Poeppig & Endlicher, och fick sitt nu gällande namn av George Bentham. Sloanea pubescens ingår i släktet Sloanea och familjen Elaeocarpaceae. Inga underarter finns listade i Catalogue of Life.